# Herkulespavillonen
Herkulespavillonen er et tidligere kongeligt lysthus for enden af Kavalergangen i Kongens Have i København. Pavillonen skylder sin nuværende klassicistiske form fra 1773 arkitekten C.F. Harsdorff. I dag fungerer pavillonen som café under navnet Herkules Pavillonen.
Da kong Christian 4. i 1606 anlagde Kongens Have, lod han ikke blot lystslottet Rosenborg opføre, men også en havepavillon, som han kaldte Det Blaae Lysthus. Nøjagtigt som på Rosenborg var der udført skjulte lydkanaler, så kongen og hans gæster kunne høre "usynlig" musik på 1. sal, mens orkesteret sad i etagen nedenunder.
Det Blaae Lysthus blev ombygget til en eremitage i 1671 for Christian 5. I underetagen var der indrettet et køkken med vægge beklædt med hollandske fliser. Her blev bordet dækket og efterfølgende hejst op på 1. sal igennem en lem.
Fra 1710 blev Rosenborg mere eller mindre forladt af kongefamilien. Slottet og haven blev kun lejlighedsvis benyttet, og eremitagen og havens skulpturer forfaldt.
I 1772 gennemgik en kommission kritisk alt havens inventar, der nu var i ringe forfatning. Blandt de få ting, der blev anset for at være værd at gemme, var det gamle lysthus og skulpturen Herkules og Løven, som Frederik 4. havde købt hos den florentinske billedhugger Giovanni Baratta under sit italiensophold 1708-1709.
Arkitekten C.F. Harsdorff var, meget i kontrast til sine samtidige, interesseret i ældre arkitektur. Ofte bevarede han frem for at rive ned, og således også i Kongens Have. Han ombyggede eremitagen og fik Herkulesskulpturen restaureret. Harsdoff lod en dyb, firkantet niche hugge ind i midten af bygningen. Her blev Herkulesskulpturen placeret flankeret af to toscanske søjler. I sidepartierne blev der skabt to nicher, hvori Orpheus og Eurydike, to andre figurer, Frederik 4. havde købt hos Baratta, blev anbragt.
Den nye pavillon husede sidst i 1700-tallet, efter at haven var blevet åbnet for offentligheden, et lille værtshus, og i 1810 fik konditor H.C. Firmenich tilladelse til at servere te, punch og lemonade etc. for havens gæster. Svejtsiske sukkerbagere bagte sukkerkringler, og der var servering og lejlighedsvis underholdning på tagterrassen. Folkelivet i haven fik for alvor et løft i 1840, da de fra Tivoli kendte Georg Carstensen og komponisten H.C. Lumbye trådte til og forestod underholdningen fra pavillonen.
I 1900-tallet har pavillonen rummet beboelse, bl.a. som tjenestebolig. Senere har den været benyttet som depot. I 1999 blev pavillonen indrettet som kulturcafé med café i stueetagen og mulighed for kulturelle aktiviteter på 1. sal.
I anledning af Renæssanceåret 2006 blev pavillonen restaureret i det ydre ved ejeren, det daværende Slots- og Ejendomsstyrelsen (i dag Styrelsen for Slotte & Kulturejendomme). Den har været fredet siden 1918.